# Lectoure
Lectoure is een gemeente in het Franse departement Gers (regio Occitanie). De plaats maakt deel uit van het arrondissement Condom. Lectoure telde op 1 januari 2022 3.685 inwoners.
Lectoure was de hoofdstad van het graafschap Armagnac.

## Cultuur
De pelgrimsroute tussen Lectoure en Condom (35 km) (Chemin du Puy) is opgenomen als Werelderfgoed in het kader van de Pelgrimsroutes in Frankrijk naar Santiago de Compostella.
Het Musée Archéologique heeft een uitzonderlijke verzameling van 22 altaren van stieren- (taurobolia) en rammenoffers (kriobolia) die werden gevonden in de stad.

## Geschiedenis
De plaats is gebouwd op een makkelijk te verdedigen kalkstenen rots boven de Gers. Vanaf de 2e eeuw v.Chr. was hier een oppidum van de Lactorates. Hieruit groeide de stad Lactora, hoofdstad van de Lactorates in de Romeinse provincie Novempopulania. De Romeinse stad lag meer in de vlakte op een kruispunt van wegen: oost-west tussen Toulouse en Bordeaux en noord-zuid tussen Agen en Saint-Bertrand de Comminges (Lugdunum Convenarum). Ook over de Gers konden in het juiste jaargetijde goederen worden vervoerd naar de Garonne. De plaats was een landbouwcentrum met 5 tot 10 duizend inwoners waar graan en wijndruiven werden verbouwd. 
Na de val van het Romeinse Rijk verschoof de bebouwing terug naar de veiligheid van de rots. De stad werd een bisschopszetel die viel onder de hertogen van Gascogne en de burggraven van Lomagne. Aan het einde van de 13e eeuw werden stadsmuren gebouwd en werd een stadscharter opgemaakt.
In het midden van de 14e eeuw werd Lectoure de hoofdstad van de graven van Armagnac. Zij bouwden er hun kasteel. In 1473 werd de stad belegerd en ingenomen door de soldaten van koning Lodewijk XI. Graaf Jan V van Armagnac stierf en de stad werd bijna volledig verwoest. De stad werd heropgebouwd maar kreeg opnieuw af te rekenen met krijgsgeweld tijdens de Hugenotenoorlogen in de 16e eeuw. De protestanten in de stad moesten zich overgeven aan Blaise de Monluc.
De 17e en 18e eeuw brachten rust en relatieve welvaart dankzij de landbouw en leerlooierijen. Er kwamen nieuwe kloosters in de stad; van clarissen, karmelieten en kapucijnen. In 1801 werd het bisdom Lectoure afgeschaft. In de 19e en 20e eeuw ging het stilaan bergaf met de stad. In 1865 werd het treinstation geopend maar er kwam weinig industrie in de stad. In de loop van de 20e eeuw werd het toerisme steeds belangrijker.

## Geografie
De oppervlakte van Lectoure bedroeg op 1 januari 2022 84,93 vierkante kilometer; de bevolkingsdichtheid was toen 43,4 inwoners per km². De Gers stroomt door de gemeente.
De onderstaande kaart toont de ligging van Lectoure met de belangrijkste infrastructuur en aangrenzende gemeenten.

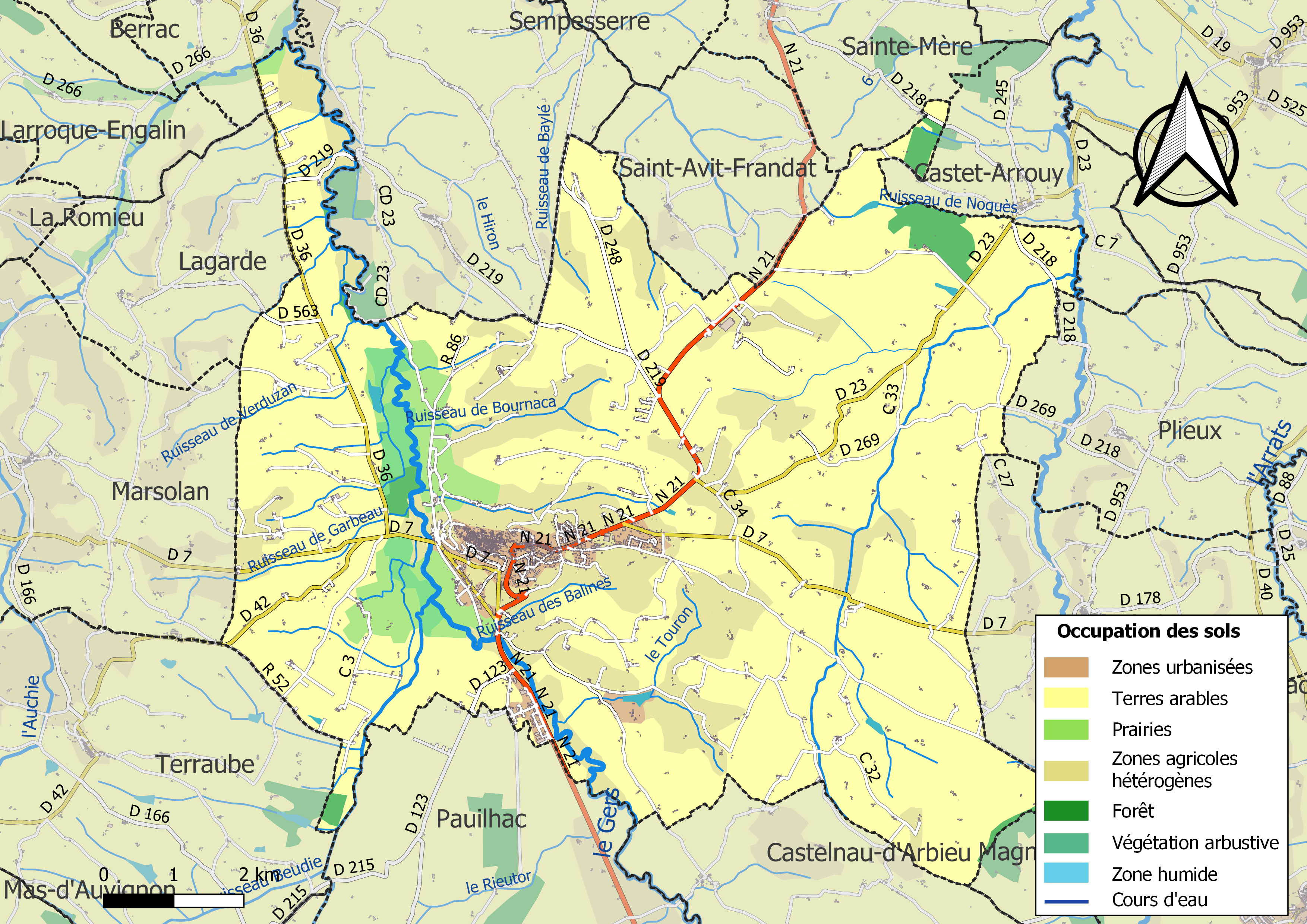

## Demografie
Onderstaande figuur toont het verloop van het inwonertal (bron: INSEE-tellingen).

## Afbeeldingen

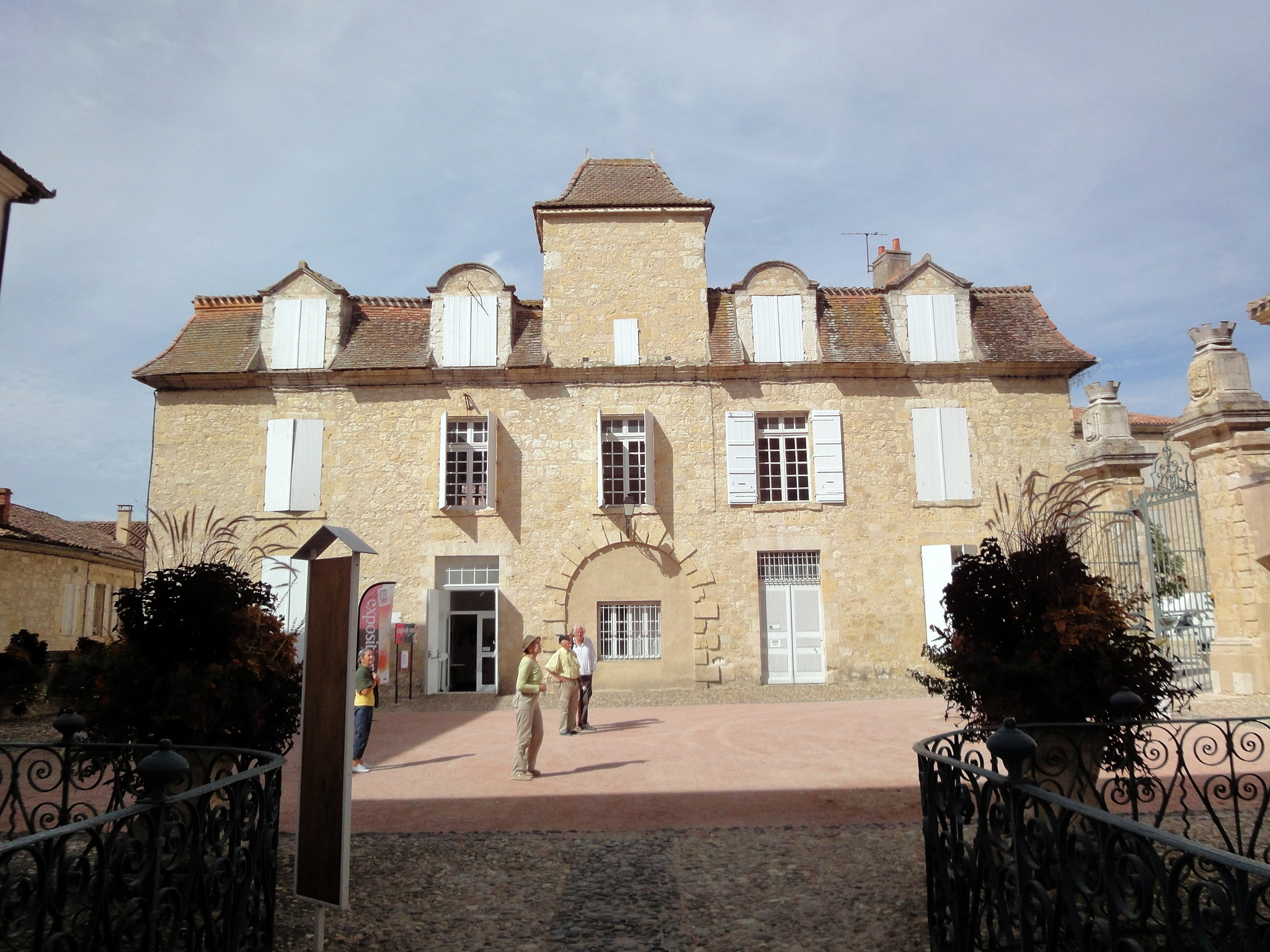
Gemeentehuis
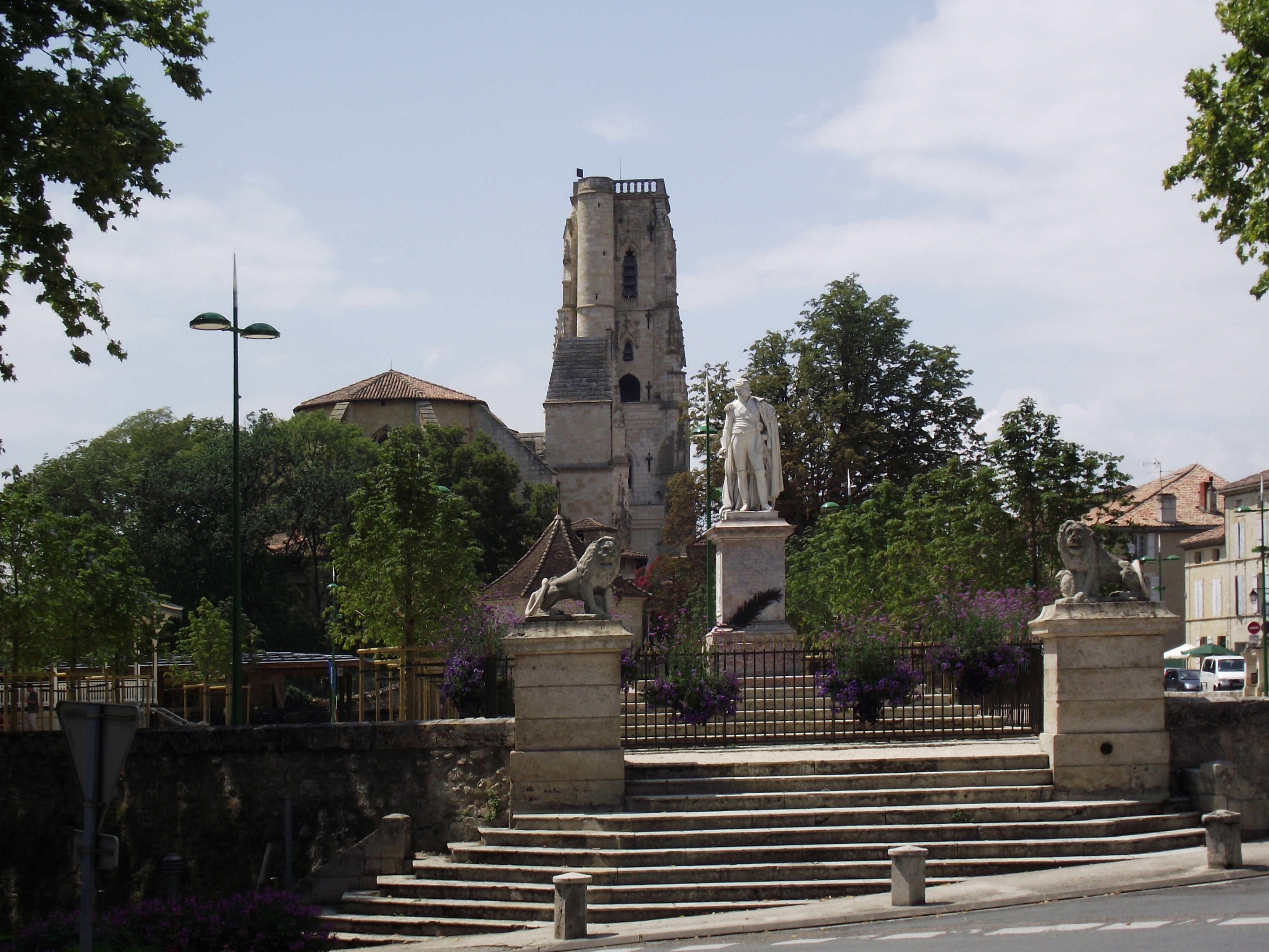
Cathédrale Saint-Gervais-Saint-Protais
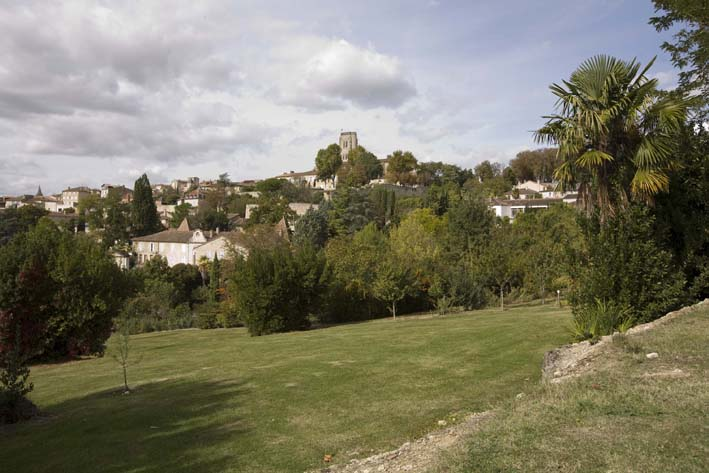
Gezicht op Lectoure
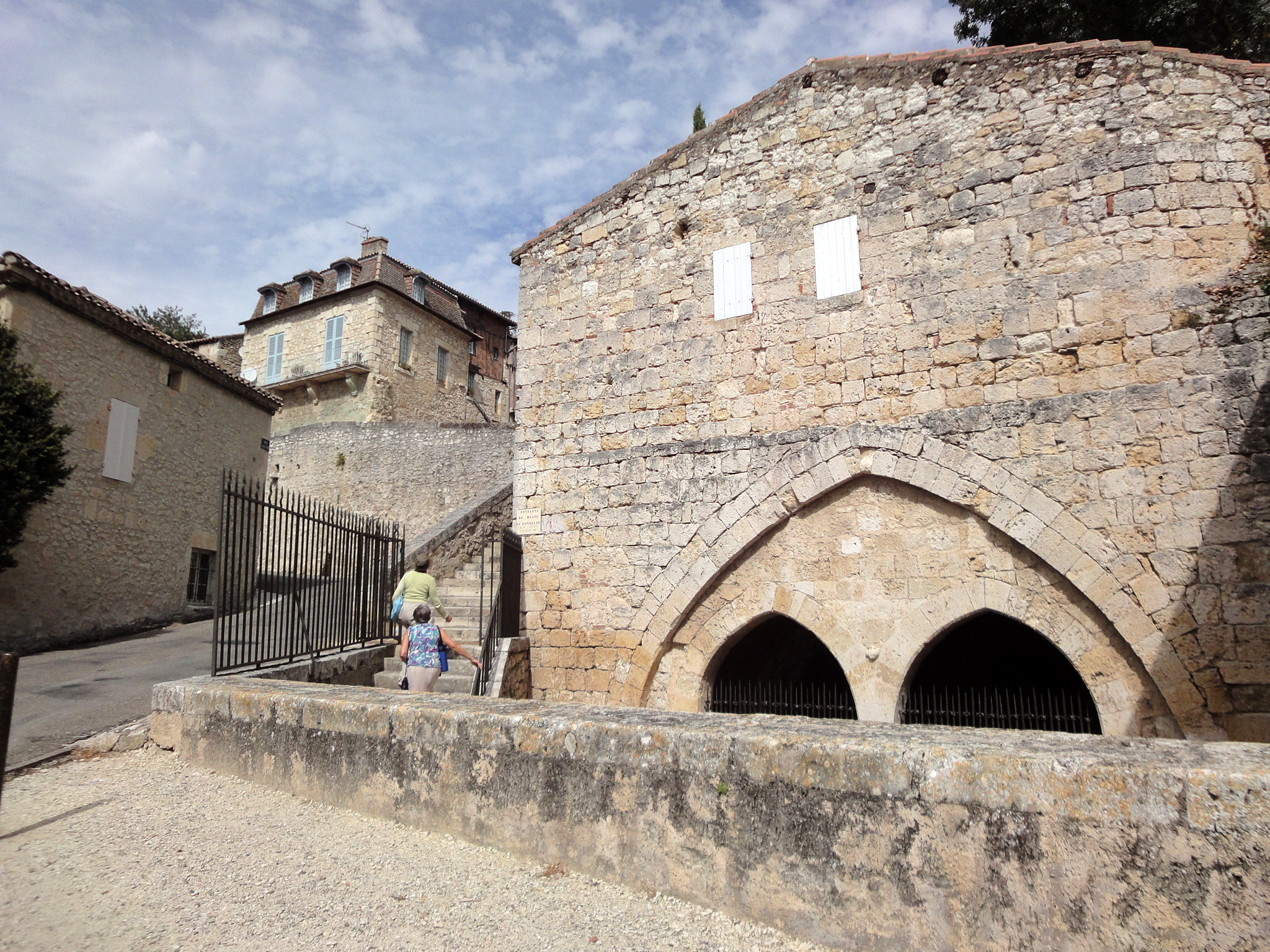
Fontaine de Diane